# Jean Innemee
Jean Innemee (Itteren, 14 oktober 1937 – Maastricht, 1 augustus 2007) was een Limburgse zanger, bassist en componist.
In de jaren 1950 richtte hij de groep Mosam Skiffle Group op. In de jaren 1970 had hij internationale hits met zijn groep The Walkers.
Daarnaast speelde hij in de Limburgse dialectgroep Carboon samen met Jan Hendriks, Conny Peters, Henk Steyvers en Ben Erkens. Deze groep maakte liedjes over de Limburgse steenkoolmijnen en de mijnwerkers. Met zijn carnavalshit Vaan Eysde tot de Mookerhei won Innemee in november 1976 het eerste Limburgs Vastelaovesleedjes Konkoer.
Innemee was vele jaren directeur van platenmaatschappij Marlstone in Borgharen.
Jean Innemee was geruime tijd ernstig ziek. Hij is begraven op natuurbegraafplaats Bergerbos te Sint Odiliënberg.